# Thiên Bình (chòm sao)
Thiên Bình (hay còn gọi Thiên Xứng, Hán ngữ: 天秤/天稱, ♎, trong ngôn ngữ một số nước phương Tây và tiếng Latinh là Libra để chỉ cái cân đĩa) là một chòm sao trong hoàng đạo. Nó là một chòm sao khá mờ và không có ngôi sao nào có độ sáng cấp một, nằm giữa Xử Nữ về phía tây và Thiên Yết về phía đông. Như tên gọi của các sao sáng hơn cả, nó là một phần trong các vuốt của Bọ Cạp.

## Các đặc trưng nổi bật
Các ngôi sao sáng nhất trong Thiên Bình tạo ra một hình tứ giác:
- α Librae, Zubenelgenubi ("vuốt phía nam"), là sao đôi thấy được;
- β Librae, Zubeneschamali ("vuốt phía bắc");
- γ Librae, Zubenelakrab ("vuốt của bọ cạp");
- σ Librae, là sao đôi biến thể.

α và β Librae là đòn cân, còn γ và σ là đĩa cân.
σ Librae trước đây được coi là γ Scorpii mặc dù nó nằm trong ranh giới của Thiên Bình. Nó đã không được đặt lại tên là σ Librae cho tới tận năm 1851 (bởi Benjamin A. Gould).

## Huyền thoại
Chòm sao này nguyên thủy được coi là tạo thành một phần vuốt của con bọ cạp (Bọ Cạp), là cung chiêm tinh xuất hiện muộn nhất và là cung duy nhất không có đại diện tượng trưng là các thực thể sống. Trong thần thoại Hy Lạp sau này, chòm sao khi quan sát nó riêng rẽ thì lờ mờ giống như bộ cân đĩa và được miêu tả như là cái cân được giữ bởi nữ thần công lý Astraea.
Bởi vì Thiên Bình nguyên thủy là một phần của Xử Nữ (Virgo) (như là cái cân), và trước đó là của Thiên Hạt, nên nó đã không phải là một thực thể rõ rệt mà cung hoàng đạo đã được đặt tên theo. Vị trí của nó có thể bị chiếm bởi Mục Phu, là chòm sao gần nhất đối với hoàng đạo. Do vị trí của Mục Phu (Boötes) cần phải được giữ trên hoàng đạo là bị khuyết, nó có thể cùng với Đại Hùng, Thiên Long (Draco) và Tiểu Hùng, cũng trong Thiên Bình, dẫn tới huyền thoại về các quả táo của Hesperides, một trong Mười hai kỳ công của Hercules.

## Các ngôi sao
Các sao có tên chính xác:
- Zubenelgenubi [Zuben Elgenubi] hay Kiffa Australis [Elkhiffa australis] (8/α1 Lib, 9/α2 Lib) – sao đôi 5,15 và 2,75.
الزبن الجنوبي az-zuban al-janūbiyy Vuốt phía nam (của con bọ cạp)
 ? al-kiffah al-janūbiyy Đĩa cân phía nam (của cái cân)
- Zubeneschamali [Zuben Eschamali, Zuben el Chamali, Zubenesch, Zubenelg] hay Kiffa Borealis (27/β Lib) 2,61.
الزبن الشمالي  az-zuban aš-šamāliyy Vuốt phía bắc (của con bọ cạp)
 ? al-kiffah aš-šamāliyy Đĩa cân phía bắc (của cái cân).
- Zuben Elakrab [Zuben (el) Hakrabi, Zuben Hakraki] (38/γ Lib) 3,91.
زبن العقرب  zuban al-caqrab Vuốt của bọ cạp.
- Zuben Elakribi hay Mulu-lizi (xem γ Lib) (19/δ Lib) 4,91.
- Zuben Hakrabi [Zuban Alakrab] (xem γ Lib) (η Lib) 5,41.
- 21/ν Lib (hay Zuben Hakrabim, xem γ Lib) 5,19.
- Brachium hay Cornu (hay Zuben el Genubi, xem α Lib; hay Zuben Hakrabi, xem γ Lib; hay Ankaa, xem α Phe) (2/σ Lib) 3,29 — sao đôi biến thể.

Các sao theo danh pháp Bayer:
ε Lib 4,92; ζ Lib 5,53; θ Lib 4,13; ι Lib 4,54; κ Lib 4,75; λ Lib 5,04; μ Lib 5,32; ξ1 Lib 5,78; ξ2 Lib 5,48; ο Lib 6,14; τ Lib 3,66; υ Lib 3,60
Các sao theo danh pháp Flamsteed:
2 Lib 6,22; 4 Lib 5,70; 5 Lib 6,33; 11 Lib 4,93; 12 Lib 5,27; 16 Lib 4,47; 17 Lib 6,61; 18 Lib 5,88; 22 Lib 6,41; 23 Lib 6,47 – has a planet; 25 Lib 6,07; 26 Lib 6,18; 28 Lib 6,16; 30 Lib 6,46; 32 Lib 5,64; 33 Lib 6,69; 34 Lib 5,82; 36 Lib 5,13; 37 Lib 4,61; 41 Lib 5,36; 42 Lib 4,97; 47 Lib 5,95; 48 Lib 4,95; 49 Lib 5,47; 50 Lib 5,53